# Tožilnik
Tožilnik (ákuzativ) je v slovenščini (pa tudi na primer nemščini in latinščini) 4. sklon. Izraža se z enosamoglasniško končnico, lahko tudi ničto (primeri samostalnikov 1. sklanjatev: mož – moža, moža – moža, možje – može; lipa – lipo,  lipi – lipi,  lipe – lipe;  mesto – mesto, mesti – mesti, mesta – mesta).
V slovenščini ima tožilnik za samostalnike moškega spola v ednini posebno obliko za neživost, pri čemer je končnica enaka kot pri imenovalniku (neživo: korak – korak, živo: mož – moža).

### Raba tožilnika v slovenščini
V slovenščini tožilnik v stavku izraža:
- predmet:
  - prvi predmet: Poklical si me k sebi.
  - drugi predmet: Fanta učim angleščino.

(Ob zanikanem povedku se namesto tožilniškega predmeta rabi rodilniški: Ne boš jedel našega kruha.)
- nosilca stanja: Ivanko je bilo strah. (imenovan tudi tožilnik nosilca stanja)
- prislovno določilo časa ali mere: To noč bo deževalo. – Cele dneve se uči. (imenovan tudi prislovni tožilnik)
- ujemalni prilastek: ptico pevko.
- pristavek: Ivana Cankarja, našega velikega pisatelja, pozna vsakdo.
- povedkov prilastek: Prijatelja se ob vrnitvi iz tujine našel pijanca. (imenovan tudi tožilnik povedkovega prilastka) (Ob zanikanem povedku iz prehodnega glagola je v rodilniku: Pusti me samo. – Ne pusti me same.)
- nov glagolski pomen s čustvenim odtenkom: Udarili smo jo kar čez park. – Kaj ga lomiš. (leksikalni čustveni tožilnik)
- različna razmerja v zvezi s predlogi: Primi me za roko. – Šel je v mesto. – Šopek imam zate.